# 인드레크 투리
인드레크 투리(에스토니아어: Indrek Turi, 1981년 7월 30일~)는 에스토니아의 육상 선수로 주 종목은 10종경기이다. 2004년 하계 올림픽에 에스토니아 국가대표로 참가했다.